# ジェームズ・スミソン
ジェームズ・スミソン（James Smithson FRS, 1765年 - 1829年6月27日）は、鉱物学、化学の分野における功績の他に、自身の全遺産をアメリカ合衆国政府に寄付し、スミソニアン協会設立の基金となったことで有名である。
彼の研究ノートや科学コレクション、日記と手紙は1865年にスミソニアン博物館本部ビルの火災で失われた。
イギリスの初代ノーサンバーランド公爵ヒュー・パーシーの私生児という立場でパリにて生まれ、後に姓を父の元の姓であるスミソンに変更し、イギリスに帰化した。母はエリザベス・ハンガーフォード・キート（Elizabeth Hungerford Keate）。1782年5月7日にオックスフォード大学ペンブルック・カレッジに入学、1786年5月26日にM.A.の学位を修得した。1787年4月19日に王立協会フェローに選出された。
ジェノヴァで死去した。スミソンは生涯独身であり、正式な財産相続人がなく、その意思により遺産はアメリカ合衆国に寄付され、1836年にアメリカ合衆国議会に承認され受け入れられた。
生涯アメリカ合衆国を訪問したことがなかったが、死後その意志により、遺骸のみアメリカ合衆国上陸を果たしている。棺はワシントンD.C.にあるスミソニアン協会本部ビル一階に安置されており、自由に拝観することができる。
菱亜鉛鉱（smithsonite、ZnCO3）は当時「カラミン」と呼ばれて同一視されていた異極鉱とこの鉱物とを別の鉱物だと分析したスミソンの名に由来する。

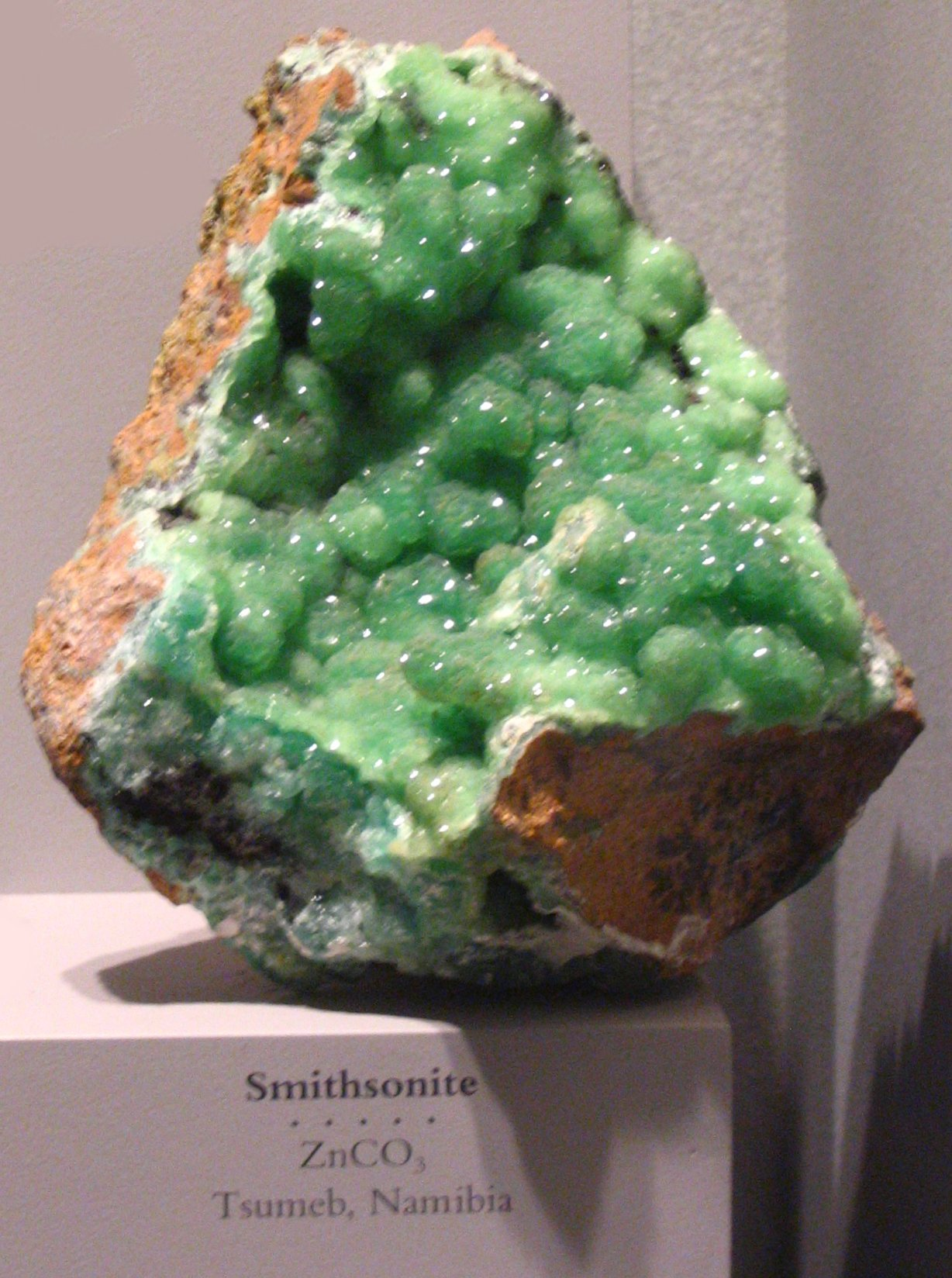
ナミビア産菱亜鉛鉱